# بيتر دينتون
بيتر دينتون (بالإنجليزية: Peter Denton) هو منافس ألعاب قوى أسترالي، ولد في 10 يونيو 1926، وتوفي في 3 ديسمبر 2000.

## وصلات خارجية
- بيتر دينتون على موقع النتائج التاريخية لألعاب القوى الأسترالية (الإنجليزية)
- بيتر دينتون على موقع أوليمبيديا (الإنجليزية)
- بيتر دينتون على موقع اللجنة الأولمبية الأسترالية (الإنجليزية)